# Dampierre (mittelalterliches Adelsgeschlecht)

Wappen des Hauses Dampierre (Aube)

Dampierre war die Familie der Herren von Dampierre-sur-l’Aube, die durch Heiraten in den Besitz zahlreicher weiterer Besitzungen in Frankreich gelangte, diese aber nicht halten konnte. Darunter befinden sich:
- Die Herrschaft Bourbon
- Die Grafschaften Nevers, Auxerre, Tonnerre und Rethel
- Die Grafschaft Flandern
- Die Markgrafschaft Namur
- Die Freigrafschaft Burgund
- Die Grafschaft Artois
- Die Herzogtümer Brabant und Limburg

Das (im 16. Jahrhundert erloschene) Haus Dampierre stellte somit nicht nur die Stammmütter der Bourbonen und des Hauses Burgund, sondern auch einen wesentlichen Teil der territorialen Grundlagen dieser Familien.
Neben dem Haus Dampierre aus Dampierre-sur-l’Aube gab es noch zahlreiche weitere Adelsgeschlechter des Namens Dampierre, von denen zwei bis heute blühen.

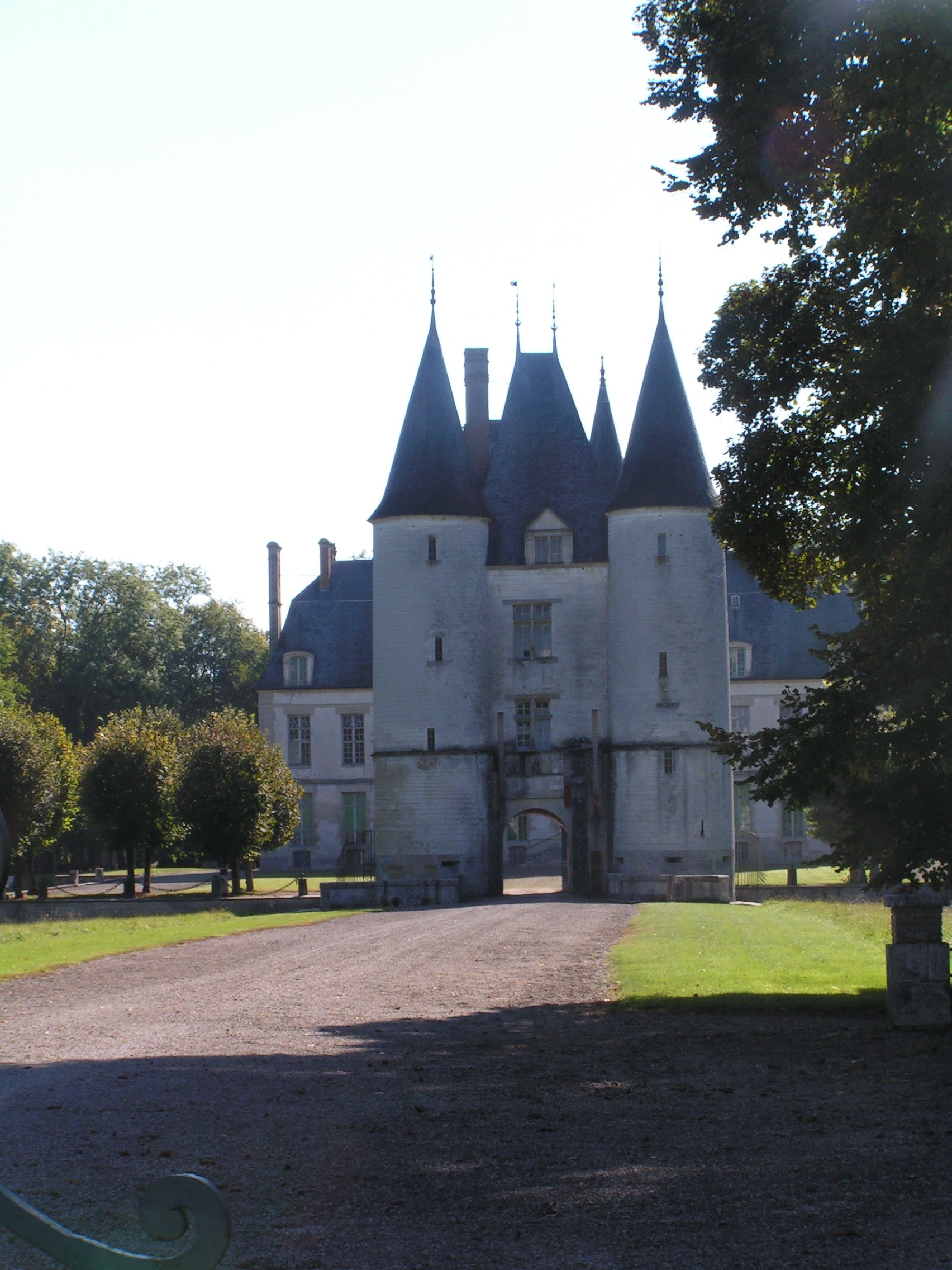
Schloss Dampierre-sur-l’Aube

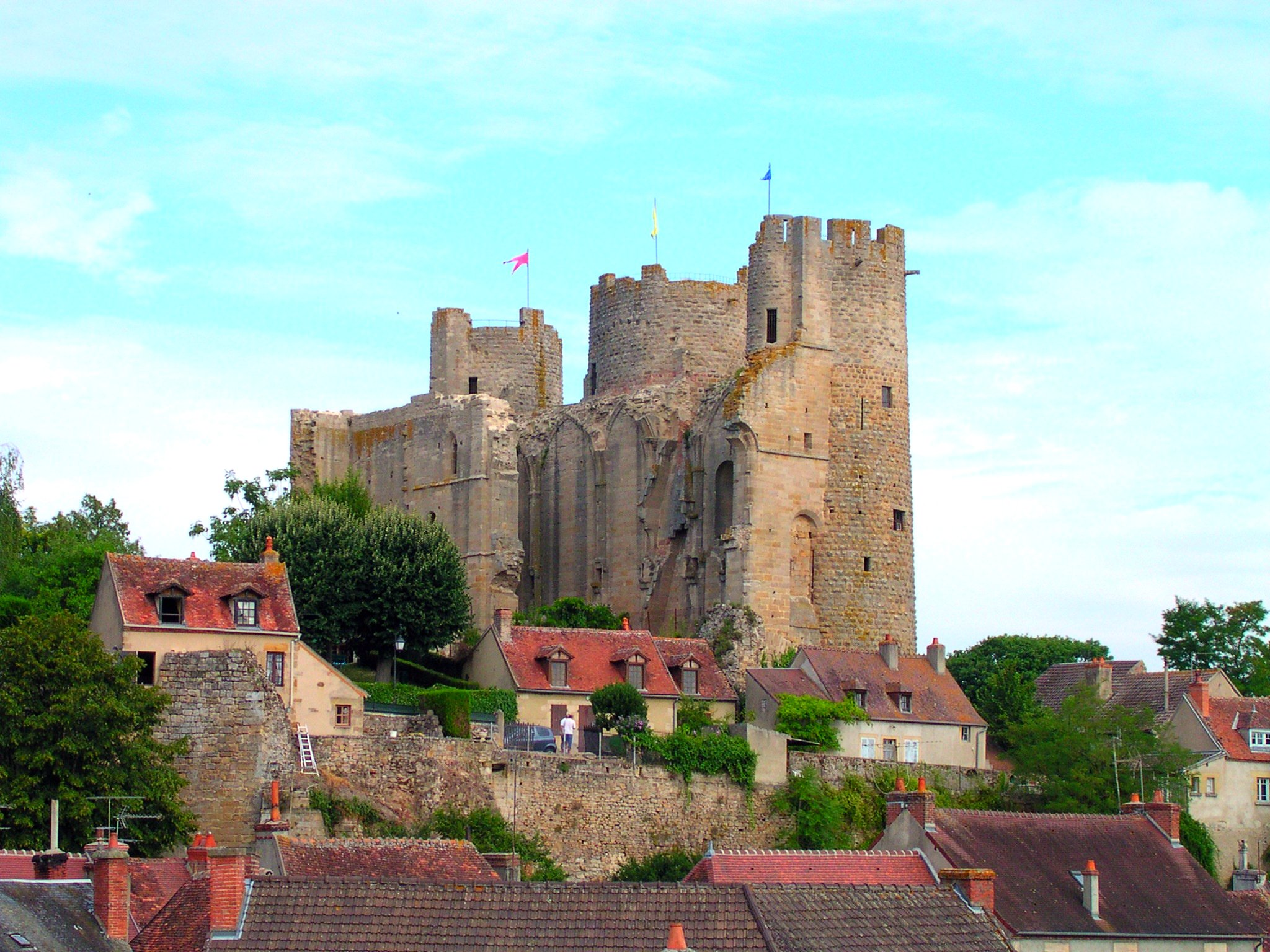
Burg Bourbon-l’Archambault

## Stammliste (Auszug)

### Die Herren von Dampierre und Bourbon
1. Vitier (Gauthier) de Moeslain, † wohl 1080
  1. Hugues, um 1074/1082 Bischof von Troyes
  2. Thibaut de Dampierre-sur-l’Aube, † 1106/1107; ⚭ Elisabeth de Montlhéry, Tochter von Milon I. der Große (Haus Montlhéry)
    1. Guy I., um 1130 Vizegraf von Troyes, Herr von Dampierre, Saint-Dizier, Moeslain und Saint-Just
      1. Guillaume I., † vor 1161
        1. Guy II., 1196 Herr von Bourbon; 1202 Herr von Montluçon, † 1216; ⚭1196 Mahaut I. de Bourbon, † 1228, Tochter von Archambault VII. de Bourbon und Alix von Burgund
          1. Archambault VIII., Herr von Bourbon, X 1242
            1. Archambault IX., Herr von Bourbon, † 1249; ⚭ Yolande de Châtillon-sur-Marne, Gräfin von Nevers, Auxerre und Tonnerre, † 1254, Tochter von Guy I. Graf von Saint-Pol (Haus Châtillon)
              1. Mahaut II., † 1262, Dame de Bourbon, Gräfin von Nevers, Auxerre und Tonnerre; ⚭ Odo, Erbherzog von Burgund, † 1266 (Älteres Haus Burgund)
              2. Agnès, † 1288, Dame de Bourbon, ⚭ I Johann von Burgund, 1248 Herr von Bourbon, † 1268 (Älteres Haus Burgund); ⚭ II Robert II., Graf von Artois, X 1302 (Haus Frankreich-Artois)
                1. (I) Beatrix (Béatrice) (* wohl 1257, † 1. Oktober 1310) Dame de Bourbon; ⚭ Sommer 1272 Robert, 1269 Graf von Clermont-en-Beauvaisis, 1272 Herr von Bourbon, † 7. Februar 1318 (Kapetinger)

            2. Marguerite, † 1256; ⚭ Theobald IV. Graf von Champagne, König von Navarra, † 1253 (Haus Blois)
            3. Marie, † 1274; ⚭ Johann I. Graf von Dreux und Braine (Haus Frankreich-Dreux)

          2. Guillaume II., Herr von Dampierre, † 1231; ⚭ Margarete II., Gräfin von Flandern und Hennegau, † 1280, Tochter von Balduin IX. (VI.), Lateinischer Kaiser von Konstantinopel (Haus Flandern) – Nachkommen siehe unten

      2. Guy, 1163 Bischof von Châlons

### Die Herren von Dampierre und Saint-Dizier
1. Guillaume II., Herr von Dampierre, † 1231; ⚭ Margarete II., Gräfin von Flandern und Hennegau, † 1280, Tochter von Balduin IX. (VI.), Lateinischer Kaiser von Konstantinopel – Vorfahren siehe oben
  1. Guillaume III., Herr von Kortrijk, als Wilhelm II. Mitregent in Flandern, † 1251; ⚭ Beatrix von Brabant, † 1288, Tochter von Heinrich II., Herzog von Brabant, Witwe von Heinrich Raspe, Landgraf von Thüringen und Römisch-deutscher König
  2. Guido (Guy), Markgraf von Namur, Graf von Flandern, † 1305; ⚭ I Mathilde de Béthune, † 1264, Tochter von Robert VII., Erbin von Béthune, Dendermonde etc.; ⚭ II Isabella von Luxemburg, Tochter von Heinrich V, Graf von Luxemburg – Nachkommen siehe unten
  3. Jean I., Herr von Dampierre etc., Vizegraf von Troyes,† 1258; ⚭ Laura von Lothringen, Tochter von Matthäus II., Herzog von Lothringen (Haus Châtenois)
    1. Jean II., Herr von Dampierre, Vizegraf von Troyes, † vor 1307; ⚭ Isabelle de Brienne, † vor 1307, Tochter von Jean de Brienne, Graf von Eu (Haus Brienne)
      1. Marguerite, Dame de Dampierre et Saint-Dizier, † 1316; ⚭ Gaucher II., Graf von Porcéan, † 1325 (Haus Châtillon)
      2. Jeanne, Dame de Moeslain, ⚭ Miles de Noyers, Marschall von Frankreich

    2. Guillaume IV., † nach 1314, Herr von Saint-Dizier etc.
      1. Étienne de Saint-Dizier, † 1328
        1. Béraud de Saint-Dizier, † 1342

      2. Jean II. de Saint-Dizier, 1314/27 bezeugt
        1. Jean V., 1367 bezeugt
          1. Édouard, † 1401

      3. Geoffroy de Saint-Dizier, X 1356 in der Schlacht von Maupertuis
        1. Henri, † 1376
          1. Jeanne, † nach 1408

        2. Jean, † 1375, Bischof von Verdun

  4. Jeanne; ⚭ I Hugo II., Graf von Rethel, † 1243; ⚭ II Theobald II., Graf von Bar, † 1291 (Haus Scarponnois)

### Die Grafen von Flandern
1. Guido (Guy), Markgraf von Namur, Graf von Flandern, † 1305; ⚭ I Mathilde de Béthune, † 1264, Tochter von Robert VII., Erbin von Béthune, Dendermonde etc.; ⚭ II Isabella von Luxemburg, Tochter von Heinrich V, Graf von Luxemburg – Vorfahren siehe oben
  1. (I) Robert de Béthune, † 1322, Graf von Nevers und Flandern; ⚭ Blanche d’Anjou, † 1269, Tochter von Karl von Anjou, König von Neapel und Sizilien; ⚭ II Jolanthe (Yolande), †  1280, Gräfin von Nevers, Auxerre und Tonnerre, Tochter von Odo, Erbherzog von Burgund (Älteres Haus Burgund)
    1. (II) Ludwig I., † 1322, Graf von Nevers und Rethel, Erbgraf von Flandern; ⚭ Johanna, Gräfin von Rethel, † wohl 1325, Erbtochter des Grafen Hugo IV.
      1. Johanna, † 1374; ⚭ Johann IV., Herzog von Bretagne, † 1345
      2. Ludwig I., X 1346, Graf von Flandern, Nevers und Rethel; ⚭ Margarete, † 1382, Pfalzgräfin von Burgund, Gräfin von Artois, Tochter von Philipp V., König von Frankreich (Kapetinger)
        1. Ludwig II. de Male, † 1383, Graf von Flandern, Nevers, Rethel, Artois, Pfalzgraf von Burgund; ⚭ Margarete von Brabant, † 1323, Tochter von Johann III., Herzog von Brabant
          1. Margarete III., † 1405, Gräfin von Flandern, Nevers, Rethel, Artois, Pfalzgräfin von Burgund, Herzogin von Brabant und Limburg; ⚭ I Philippe de Rouvres, Herzog von Burgund, † 1361 (Älteres Haus Burgund); ⚭ II Philipp der Kühne, † 1404, Herzog von Burgund (Haus Burgund)
          2. (unehelich, Mutter unbekannt): Ludwig I., X 1396, zu Praet
            1. Johann I., 1411/39 bezeugt, zu Praet und Woestine
              1. Ludwig II., † 1488, zu Praet, Woestine, Beveren und Omlede; ⚭ Luise von Brügge, Tochter von Johann, zu Gruuthuyse
                1. Ludwig III., † 1490, zu Praet und Woestine; ⚭ Isabella von Burgund, zu Elverdinge und Vlamertinge, Tochter von Jean Bâtard de Bourgogne (Haus Burgund)
                  1. Ludwig IV., † 1556, zu Praet etc., Statthalter von Holland und Seeland, Ritter des Ordens vom Goldenen Vlies; ⚭ Jossine von Praet, † 1546, Erbtochter von Charles
                    1. Johann II., † 1545, zu Praet; ⚭ Jacqueline von Burgund, † 1556, Tochter von Adolf von Burgund, zu Beveren etc., Ritter des Ordens vom Goldenen Vlies (Haus Burgund)

    2. (II) Robert, Graf von Marle, † 1331; ⚭ Johanna von Bretagne, Dame de Nogent-le-Rotrou, † 1363, Tochter von Arthur II., Herzog von Bretagne (Haus Frankreich-Dreux)
      1. Jean, Sire de Cassel († 1332)
      2. Yolande (* 1326, † 1395), ⚭ (1) Heinrich IV., Graf von Bar (Haus Scarponnois); ⚭ (2) Philipp von Navarra (Haus Frankreich-Évreux)

    3. (II) Johanna, † 1333; ⚭ Enguerrand IV. de Coucy, Vizegraf von Meaux, † 1310 (Haus Boves)

  2. (I) Wilhelm IV. Ohne Land, † 1311, Herr von Dendermonde und Crèvecœur; ⚭ Alix von Clermont, Tochter von Raoul II. de Clermont, Connétable von Frankreich, Herr von Nesle, und Alix von Dreux, Vizegräfin von Châteaudun
    1. Wilhelm, Herr von Nesle und Dendermonde, Vizegraf von Châteaudun, † 1320
    2. Johann, Herr von Crèvecoeur, X 1325
      1. Maria, Erbin von Nesle, † 1347/57; ⚭ Enguerrand I., Herr von Amboise, † 1362/73 (Haus Amboise)
      2. Marguerite, † nach 1372; ⚭ Guillaume de Craon, 1340 Vizegraf von Châteaudun (Haus Craon)

    3. Guido V., Herr von Richebourg, † 1345
      1. Alix, Erbin von Richebourg, † 1346; ⚭ Jean I. de Luxembourg, Herr von Ligny und Roussy, † 1364
        1. Johann von Luxemburg-Ligny, † 1373

    4. Maria, Vizegräfin von Châteaudun; ⚭ Robert VII., Graf von Auvergne und Boulogne, † 1325 (Haus Auvergne)

  3. (I) Johann, † 1292, Bischof von Metz, Bischof von Lüttich
  4. (I) Philipp, † 1308, Graf von Teano
  5. (I) Margareta, † 1285; ⚭ Johann I., Herzog von Brabant, † 1294
  6. (I) Beatrix, † 1296; ⚭ Florens V., Graf von Holland, † 1296 (Gerulfinger)
  7. (I) Marie, † 1297; ⚭ Wilhelm IV., Graf von Jülich, † 1278
  8. (II) Johann I., Markgraf von Namur, † 1330; ⚭ (1) Marguerite de Clermont, † 1309, Tochter von Robert, Graf von Clermont-en-Beauvaisis; ⚭ (II) Maria von Artois (* 1291, † 1365), Tochter von Philippe d’Artois, Seigneur de Conches-en-Ouche, und Blanka von Bretagne – Nachkommen: siehe unten
  9. (II) Guido, † 1311, Graf von Seeland, ⚭ Margareta von Lothringen, † 1344/49, Tochter von Theobald II., Herzog von Lothringen (Haus Châtenois)
  10. (II) Heinrich, † 1337, Graf von Lodi; ⚭ Margareta von Kleve, Tochter von Dietrich VII. Graf von Kleve
    1. Heinrich, Herr zu Ninove, † 1366

  11. (II) Margareta, † 1331; I Alexander Erbprinz von Schottland, † 1283, Sohn von Alexander II., König von Schottland; ⚭ II Rainald I., Graf von Geldern, † 1326
  12. (II) Beatrix, † nach 1307; ⚭ Hugo II. von Châtillon, Graf von Blois und Dunois, † 1307

### Die Markgrafen von Namur
1. Johann I., Markgraf von Namur, † 1330; – Vorfahren siehe oben
 ⚭ (I) Marguerite de Clermont, † 1309, Tochter von Robert, Graf von Clermont-en-Beauvaisis
 ⚭ (II) Maria von Artois (* 1291, † 1365), Tochter von Philippe d’Artois, Seigneur de Conches-en-Ouche, und Blanka von Bretagne
  1. (II) Johann II., † 1335, Graf von Namur
  2. (II) Guido II., † 1336, Graf von Namur
  3. (II) Philipp III., † 1337, Graf von Namur
  4. (II) Wilhelm I. der Reiche, † 1391, Graf von Namur;
⚭ I Johanna von Hennegau, † 1350, Gräfin von Soissons, Tochter von Jean de Beaumont (Haus Avesnes);
⚭ II Katharina von Savoyen, † 1388, Tochter von Ludwig II. von Savoyen-Vaud, Witwe von Azzo Visconti und Raoul II. de Brienne
    1. (II) Maria, † 1412; ⚭ Guido II. von Châtillon, Graf von Soissons, Graf von Blois
    2. (II) Wilhelm II., † 1418, Graf von Namur; ⚭ I Maria von Bar, Tochter von Robert I., Herzog von Bar (Haus Scarponnois)
    3. (II) Johann III., † 1429, verkauft Namur 1421 unter Vorbehalt lebenslanger Nutznießung an Philipp den Guten, Herzog von Burgund
    4. Johann von Namur (unehelich), geistlich, 1362/79 bezeugt
    5. Wilhelm von Flandern (unehelich), geistlich, 1362/91 bezeugt

  5. (II) Robert, † 1391; ⚭ I Isabella von Hennegau, † 1361, Tochter von Wilhelm III., Graf von Holland und Hennegau
    1. Robert (unehelich), geistlich, 1363/93 bezeugt
    2. Philipp (unehelich), geistlich, 1404 bezeugt

  6. (II) Ludwig, † 1378/86; ⚭ Isabelle de Roucy, † nach 1396, Dame de Roucy, Erbtochter von Robert II. Graf von Roucy (Haus Pierrepont)
  7. (II) Elisabeth, † 1382; ⚭ Ruprecht I. Kurfürst von der Pfalz, † 1390

## Andere Familien de Dampierre
Neben den oben behandelten Herren von Dampierre (Aube) gab es in Frankreich noch vierzehn weitere Adelsgeschlechter des Namens Dampierre, von denen zwei bis heute existieren:

Wappen der Dampierre (-Saint-Nicolas)

Eine ist die gleichnamige Familie aus der Picardie mit Stammhaus in Dampierre-Saint-Nicolas im Département Seine-Maritime, die 1154 mit Robert de Dampierre erstmals erwähnt wird. Sie wurde mit Pierre (III.) de Dampierre de Millancourt (1691–1754) in den priomogenen Marquis-Stand erhoben, heute vertreten durch Marquis Elie de Dampierre (* 1952). Der Vicomte Richard de Dampierre (1857–1906) aus einer jüngeren Linie wurde vom Papst zum Herzog von San Lorenzo Nuovo erhoben, ein Titel, der mit seinem Enkel Richard (1916–2004) wieder erlosch; dessen Schwester Emanuelle (1913–2012) heiratete 1935 den spanischen Königssohn Jaime de Borbón.
Die zweite noch blühende Familie sind die du Val, Comtes de Dampierre aus der Champagne, mit Sitz auf Schloss Hans (Marne). Ihr entstammte der kaiserliche Feldmarschall im Dreißigjährigen Krieg Henri du Val, Comte de Dampierre (1580–1620) sowie der französische General Maurice Henri Du Val, Comte de Dampierre (1823–1892).